# Robert Betz

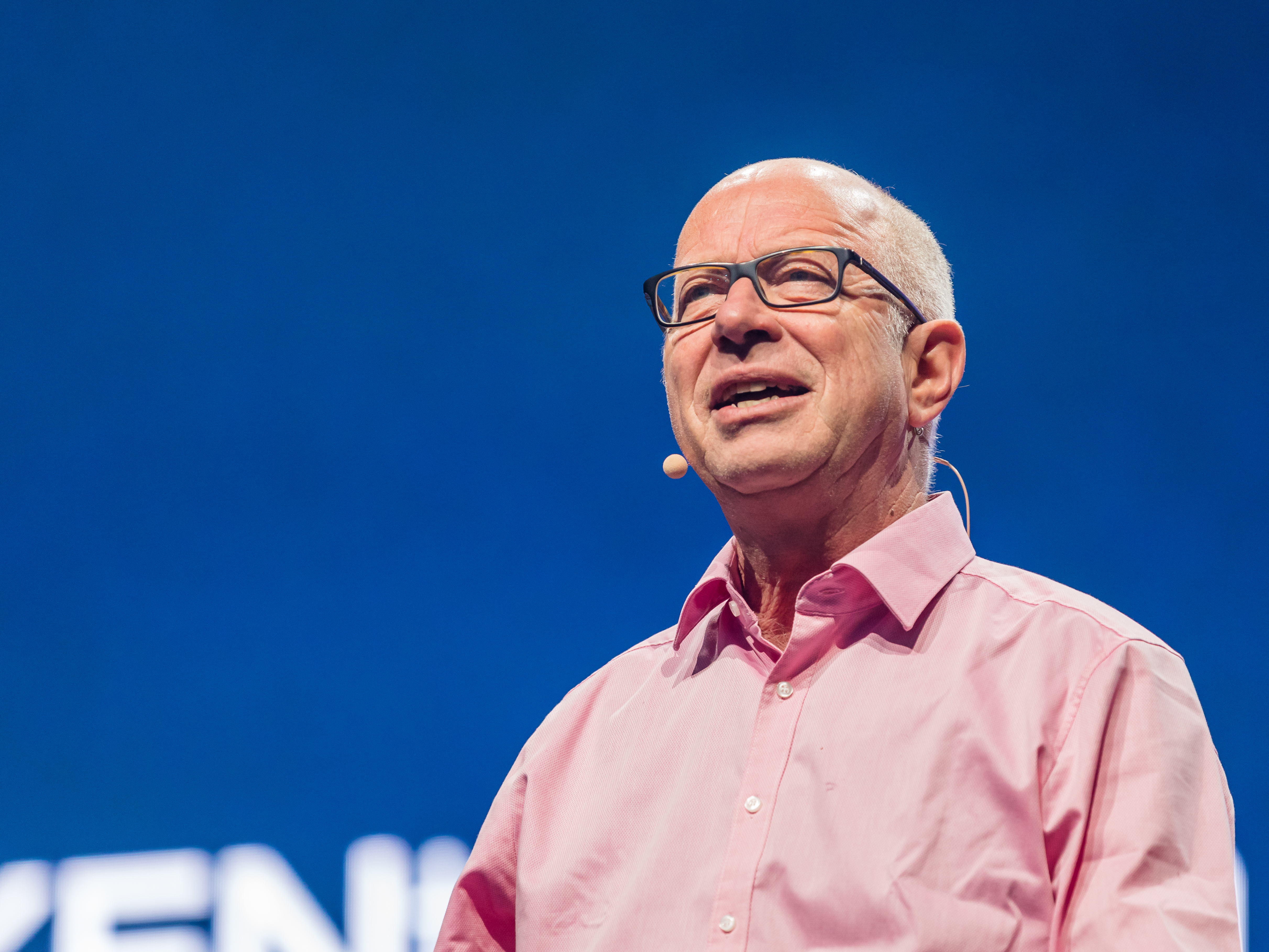
Robert Betz, 2018

Robert Theodor Betz (* 23. September 1953 in Friedrich-Wilhelms-Hütte) ist ein deutscher Seminaranbieter, Coach, Autor verschiedener Bücher und auf dem Gebiet der Esoterik tätig. Er lebt in München und auf der griechischen Insel Lesbos.

## Leben
Betz war drei Jahre im Klosterinternat der Steyler Missionare in der niederländischen Provinz Limburg. Er absolvierte anschließend eine Lehre zum Industriekaufmann. Am Abendgymnasium in Bonn legte er das Abitur ab und studierte von 1976 bis 1982 Psychologie und Sozialpädagogik in Hamburg. Nach sechs Jahren Tätigkeit in Werbeagenturen in Hamburg und Frankfurt wechselte er 1986 in ein US-amerikanisches Industrieunternehmen als Vice President Marketing Europe.
Im Alter von 42 Jahren stieg er aus diesem Berufsleben aus und zog nach München. Dort erlernte er die Reinkarnationstherapie nach Thorwald Dethlefsen und nahm das „Studium von Botschaften der Geistigen Welt“ auf, um auf dieser Basis als Reinkarnationstherapeut und Coach zu arbeiten.
Robert Betz führt nach eigenen Angaben Seminare mit einer „christlich-spirituellen“ Ausrichtung durch und gestaltet Therapieausbildungen. Er hält Vorträge in rund 15 großen Städten in Deutschland sowie in Wien und Zürich und auf Lesbos (Stand 2019).
Er entwickelte die „Transformations-Therapie nach Robert Betz“. Betz will mit der Transformations-Therapie Menschen in die Lage versetzen, „in kurzer Zeit Leidenszustände aller Art zu verwandeln, und insbesondere festgefahrene emotionale Energien wie Ängste, Wut, Ohnmacht u. a. zu lösen“. Mit dem Begriff „Transformation“ verbindet Betz zugleich die Vorstellung, dass sich die Menschheit in einer „Transformationszeit“ befinde, auf dem Weg in ein „neues Zeitalter der Liebe“, in dem „nichts mehr so sein wird wie bisher“.

## Lehre und Kritik
Robert Betz glaubt, dass die Gegenwart eine „Hoch-Zeit der Transformation“ sei, wobei die größten Veränderungen „im Inneren“ sehr vieler Menschen stattfänden, „in ihrem Bewusstsein und in ihren feinstofflichen Körpern“. Derzeit breche das „Goldene Zeitalter der Liebe“ an. Betz schrieb zum Beispiel im Januar 2012: „Das Zeitalter des ‚Normalmenschen‘ geht jetzt definitiv zu Ende, das Zeitalter des liebenden Herz-Menschen, das Goldene Zeitalter der Liebe wird jetzt geboren. Diese Geburt findet nicht außerhalb von uns statt, sondern durch uns selbst. Unser aller Herz ist die ‚Gebärmutter‘ dieses neuen Zeitalters.“
Betz bezieht sich in seinen Texten und in seiner therapeutischen Tätigkeit auf eine „Geistige Welt“. Er veröffentlicht regelmäßig „Botschaften der Geistigen Welt“, die angeblich von Andrea Schirnack als Medium empfangen und von ihr „aus dem Emmanuel-Strahl“ gesprochen werden. Die Monatsbotschaften und Jahresbotschaften kommen dadurch zustande, dass Betz Fragen an Andrea Schirnack stellt, die sie beantwortet, und Betz fasst anschließend die Antworten zusammen. Die auf der Website von Betz abrufbaren Botschaften reichen bis Oktober 2009 zurück. Andrea Schirnack gibt an, dass sie seit fast 20 Jahren mit Betz zusammenarbeitet (Stand 2019). Seit Januar 2019 veröffentlicht Schirnack die gemeinsamen Botschaften auch auf ihrer Website, als Podcast und als Transkript. Christina Hanauer weist in einem Artikel für die Evangelische Zentralstelle für Weltanschauungsfragen darauf hin, dass Betz auch mit anderen spiritistischen „Medien“ zusammenarbeitet, zum Beispiel mit Beatrix Rehrmann, die behauptet, Botschaften der „Engel der Freude und Leichtigkeit“ zu empfangen.
Im Jahresbericht 2012 von infoSekta, der Fachstelle für Sektenfragen der Schweiz, wird Robert Betz’ psychotherapeutischer Ansatz in dem Artikel PsychologInnen auf esoterischen Abwegen von Regina Spiess und Jürg Treichler als „esoterische Methode ohne wissenschaftlich anerkannte Grundlage“ eingestuft. Die durch das Land Nordrhein-Westfalen geförderte Beratungs- und Informationsstelle „Sekteninfo NRW“ lastet Robert Betz’ esoterischer Psychotherapiemethode Fälle mit schwerwiegenden negativen Konsequenzen für die psychische Gesundheit und familiäre Beziehungen an.
Der Fachbereich für Sekten- und Weltanschauungsfragen im Erzbischöflichen Ordinariat der Erzdiözese München und Freising hinterfragt in seinem Beitrag zu Robert Betz dessen angeblich wissenschaftlichen Ansatz als Psychologe bzw. Psychotherapeut.
Als problematische Thesen bei Robert Betz gilt unter anderem seine „Opferrollen-Theorie“, nach der ein Opfer selbst dafür verantwortlich sei, psychische und körperliche Gesundheit zurückzuerlangen. Betz spricht in dem Zusammenhang (auch sinngemäß) von „selbsterzeugte(m) Leid“. Außenstehende sollen sich außerdem in die Leidenssituation eines Opfers nicht einmischen: „Helfen und retten wollen schwächt den anderen meist und verlängert sein Leiden.“ Nach Betz ist „jede Krankheit […] ein Segen und hat eine einzige klare Ursache“. Betz behauptet, Krankheiten seien die Folge unterdrückter Gefühle, zum Beispiel bei Gastritis, Magengeschwüren, Gallensteinen, Bandscheiben-, Nieren- oder Atemwegsproblemen. Auch wenn Betz betont, dass die „innere Arbeit“ den Gang zum Arzt nicht ersetzt, werden in seinen Büchern und Vorträgen Aussagen gemacht, die wissenschaftlich gesicherte pathophysiologische Mechanismen gänzlich ignorieren.
Christina  Hanauer stellt fest, dass bei Betz der Eindruck einer „One-Man-Show“ entstehe, der durch die starke Präsenz von Betz-Porträts auf seinen Büchern und sonstigen Angeboten verstärkt werde.

## Publikationen
- Raus aus den alten Schuhen! – Dem Leben eine neue Richtung geben. Integral Verlag, München 2008, ISBN 978-3-7787-9195-0.
- Wahre Liebe lässt frei!: Wie Frau und Mann zu sich selbst und zueinander finden. Integral Verlag, 2009, ISBN 978-3-7787-9207-0.
- Zersägt eure Doppelbetten! Die »Geistige Welt« zu Liebe, Partnerschaft und Sexualität in der Neuen Zeit. Ansata Verlag, 2010, ISBN 978-3-7787-7374-1.
- Willst du normal sein oder glücklich –  Aufbruch in ein neues Leben und Lieben. 25. Auflage. Wilhelm Heyne, München 2014, ISBN 978-3-453-70169-4. (Die Originalausgabe erschien erstmals im Mai 2011.)
- Wahre Liebe lässt frei! Heyne, 2014, ISBN 978-3-453-70252-3 (Originalausgabe bei Integral 2009, Hardcover, ISBN 978-3-7787-9207-0).
- Der kleine Führer zum großen Erfolg Verlag Robert Betz, 5. Auflage 2015, ISBN 978-3-940503-75-6.
- Willkommen im Reich der Fülle! Heyne, 2015, ISBN 978-3-453-70283-7 (Originalausgabe bei Koha 2007, Hardcover, ISBN 978-3-86728-038-9).
- Werde, der du sein willst – Schlüssel-Gedanken für ein neues Leben. GU, 2015, ISBN 978-3-8338-4814-8.
- Erkenne dich in den Spiegeln des Lebens. Die Spiegelgesetze verstehen und anwenden lernen. Verlag Robert Betz, ISBN 978-3-940503-10-7 (CD).
- Dein Weg zur Selbstliebe. Buch mit Audio-CD, GU, 2016, ISBN 978-3-8338-4143-9.
- Wahrhaftig Mann sein. Buch mit Audio-CD, Heyne, 2018, ISBN 978-3-453-70353-7.